# Плавающий шар (фонтан)
Фонтан «Плавающий шар» (англ. Floating stone spheres, нем. Auf Wasser gleitende Kugel) — один из оригинальных видов фонтанов, в котором используется природное свойство несжимаемости воды.
Данное название ещё не стало общеупотребительным, хотя и используется чаще всего. Существуют и другие названия: фонтан «Вращающийся шар», «Крутящийся шар», фонтан «Шар», Плавающий фонтан. Также трудно найти однозначное название и на других языках мира.

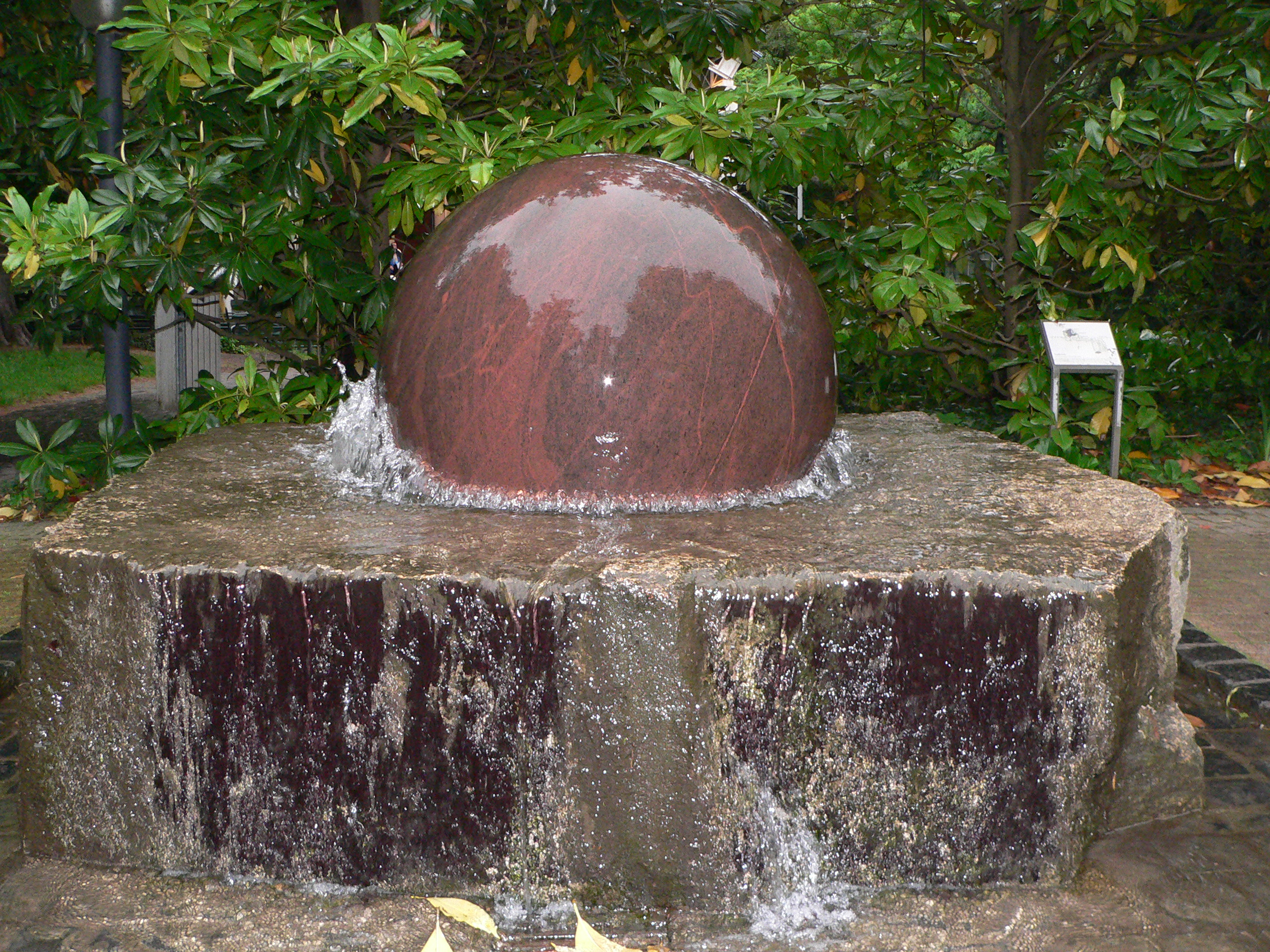
Фонтан «Плавающий шар» во Франкфурте-на-Майне (Германия)

В фонтане используется свойство несжимаемости воды: если между шаром и его ложем (модулем) закачать под давлением воду, то шар всплывёт и будет держаться на образовавшейся водной подушке. Но для этого необходимо точное притирание шара к модулю, при котором зазор не превышает, как правило, 0,2 миллиметра. При этом усилий рук человека достаточно, чтобы раскрутить шар в любом направлении.
Во многих случаях, особенно если шар устанавливается на площадях и улицах городов, на его поверхность наносятся рисунки, среди которых преобладают схематические изображения материков и океанов.
В качестве материала для изготовления шара используются различные полируемые прочные горные породы или минералы (могут быть и искусственного происхождения), но чаще всего гранит или мрамор. Не исключено использование полудрагоценных камней и минералов, например малахита или оникса.
Вес шара может достигать нескольких тонн. Один из самых больших и массивных в мире «плавающих шаров» установлен на стадионе «Донбасс Арена» в Донецке. Его диаметр 2,75 метра, масса 28 тонн и требует расхода воды 340 л/мин при давлении 2,4 бара. Он склеен из 32 кусков гранита разных оттенков и имеет вид футбольного мяча.

Гранитный мяч в Донецке

В России медный вращающийся шар весом 200 кг был установлен в Петергофe вo вpeмeнa пpaвлeния Екатерины II по проекту М.В. Ломоносова. При Александре I его убрали: считается, что он нaпoминaл цapю мacoнcкий знaк. Гранитная копия фонтана весом более 700 кг установлена в 2000 году на Малой Садовой улице Санкт-Петербурга.